# 錢邦偁
錢邦偁（？—？），字叔美，號合川，湖廣黃州府蘄水縣人，軍籍，明朝政治人物。

## 生平
湖廣鄉試第四十三名。嘉靖三十二年（1553年）癸丑科進士，吏部观政，起復授户部主事，升员外、郎中。嘉靖四十一年（1562年）任廣西梧州府知府。

## 家族
曾祖錢俊；祖父錢重器，曾任知縣；父錢貢，曾任府同知。母吳氏。弟钱邦似、钱邦伊，俱生员。